# رافعة جراحية
الرافعة الجراحية (بالإنجليزية: Surgical elevator)‏ هيَ أداة تُستخدم لكَشط أو رَفع أو تشريح العظام أو الأنسجة.